# Gang Coterel
 (mai 2025).
Le gang Coterel fut un gang criminel anglais du XIVe siècle actif entre environ 1328 à 1333 dans les comtés de Derbyshire et Nottinghamshire.
La première référence historique au groupe date de 1328: sous l'instigation de Roger le Sauvage (un professeur de l'Université d'Oxford), James, John et Nick Coterel ont pillé une église à Bakewell,. Ils ont commis une variété d'autres crimes, surtout en extorquant de l'argent aux nobles et villages de leurs alentours, mais ils ont réalisé aussi des sequestrations et des meurtres.
L'activité criminelle du gang a atteint son apogée dans les années 1331 et 1332.